# Daphnella supercostata
Daphnella supercostata é uma espécie de gastrópode do gênero Daphnella, pertencente a família Raphitomidae.